# Thomas Perez
Pour les articles homonymes, voir Perez.
Thomas Edward Perez, dit Tom Perez, né le 7 octobre 1961 à Buffalo (État de New York), est un avocat et homme politique américain. Membre du Parti démocrate, il est secrétaire au Travail de 2013 à 2017 dans l'administration du président Barack Obama et président du Comité national démocrate de 2017 à janvier 2021.

## Biographie
Les parents de Thomas Perez sont des émigrés de République dominicaine.
Il suit des études en politique internationale et en science politique à l'université Brown et obtient son Bachelor of Arts en 1983. Il obtient aussi un Juris Doctor de la faculté de droit de Harvard. Il travaille pour le gouvernement du Maryland et est, de 2007 à 2009, secrétaire de l'État au Travail, aux Licences et Régulations.
Le 31 mars 2009, le président Barack Obama le nomme au poste de procureur général adjoint de la division des droits civiques du département de la Justice. Il est confirmé dans ses fonctions par le Sénat le 6 octobre 2009.

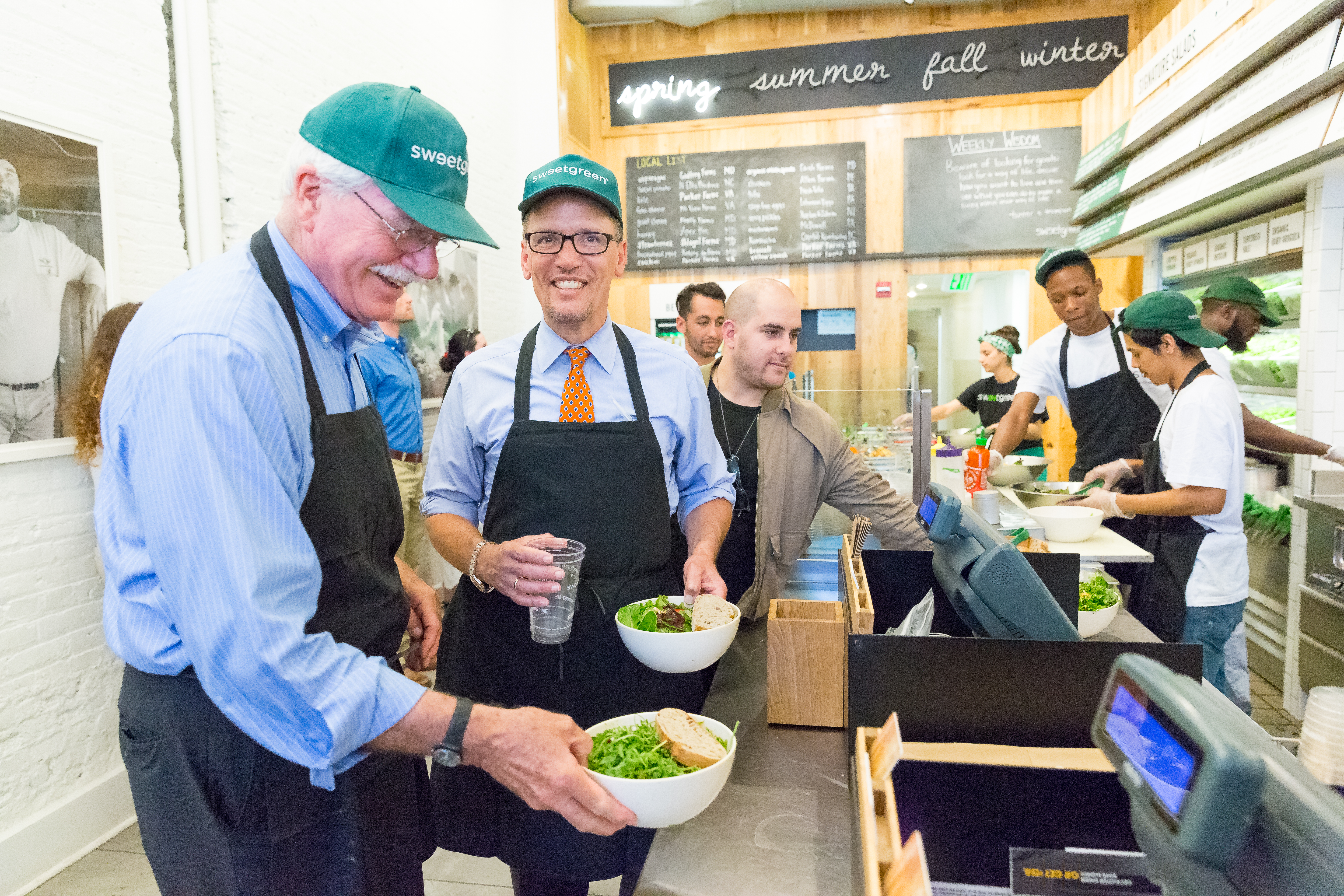
Thomas Perez et le député George Miller dans un restaurant Sweetgreen, en 2014.

Le 18 mars 2013, à la suite de la démission de la secrétaire au Travail Hilda Solis, Obama nomme Tom Perez à ce poste. En attendant sa confirmation par le Sénat, le poste de secrétaire au Travail est occupé, par intérim, par Seth Harris. Il est confirmé à ce poste par le Sénat le 18 juillet 2013, par 54 voix contre 46, et entre en fonction le 23 juillet.
En 2016, il est cité comme possible candidat du Parti démocrate au poste de vice-président pour la campagne présidentielle de 2016 au côté d'Hillary Clinton, mais Tim Kaine est finalement choisi.
Au début du mois de décembre 2016, Perez se présente comme candidat à l'élection du président du Comité national démocrate (DNC). Le 25 février 2017, au deuxième tour de scrutin, Thomas Perez, décrit comme le candidat de l'establishment, est désigné président devant Keith Ellison, positionné plus à gauche et proche de Bernie Sanders, par 235 votes sur 435. Perez nomme ensuite Ellison vice-président du DNC. Perez est le premier Latino à être président du DNC,. Il s'agit de la première élection contestée depuis 1985.
En 2023, il est nommé haut conseiller du président des États-Unis Joe Biden.